# Deadly care (Tangerine Dream)
Deadly care is een studioalbum van Tangerine Dream. Het bevat de muziek die de muziekgroep maakte voor de gelijknamige televisiefilm uit 1987. De filmmuziek deed er 5 jaar over om uiteindelijk in 1992 uitgegeven te worden op compact disc. De muziek is een van de laatste, die Froese en Franke samen componeerden, voordat Franke er de brui aan gaf. De hieronder vermelde muziek is alle muziek die TD inleverde, niet al het materiaal werd in de film gebruikt.

## Musici
- Edgar Froese, Christopher Franke – synthesizers, elektronica

## Muziek
| Nr. | Titel                                            | Duur |
| --- | ------------------------------------------------ | ---- |
| 1.  | Deadly care main theme                           | 4:56 |
| 2.  | Paddles/Stolen pills                             | 2:54 |
| 3.  | A string drink/A bad morning                     | 2:00 |
| 4.  | Wasted and sick                                  | 1:22 |
| 5.  | Hope for future                                  | 4:01 |
| 6.  | The hospital                                     | 5:42 |
| 7.  | In bed                                           | 1:52 |
| 8.  | Annie and father                                 | 1:25 |
| 9.  | More pills                                       | 1:26 |
| 10. | In the Head Nurse’s office/At the father’s grave | 1:26 |
| 11. | Clean and sober                                  | 4:02 |